# Suran, Tỉnh Hama
Suran (tiếng Ả Rập: صوران, đã Latinh hoá: Ṣūrān) là một thành phố của Syria thuộc chính quyền Hama. Trong cuộc điều tra dân số năm 2004, Suran có dân số 29.100.  Cư dân của nó chủ yếu là người Hồi giáo Sunni  và người Ả Rập, mặc dù vào đầu thế kỷ 20, họ cùng với cư dân của Kafr Zita gần đó, vẫn tự hào về nguồn gốc Mawali của họ. Người Mawali là những bộ lạc du mục Hồi giáo ngoài Ả Rập thống trị các vùng sa mạc phía bắc Syria trong nhiều thế kỷ trước khi bị buộc phải đến vùng lân cận Hama và Aleppo vào thế kỷ 18 bởi Annizah, một liên minh bộ lạc Bedouin từ vùng Najd của bán đảo Ả Rập.